# Metal Gear Solid Mobile
Metal Gear Solid Mobile – poboczna odsłona serii Metal Gear, która po raz pierwszy została zaprezentowana na imprezie z okazji 20. rocznicy założenia Kojima Productions. Konami wydało grę jako płatną aplikację, lub zainstalowaną fabrycznie na telefonach komórkowych z marką Metal Gear.
14 lutego 2008 roku Metal Gear Solid Mobile zdobyło nagrody „Grand Prix” i „Operator's Choice” podczas tegorocznej edycji wydarzenia International Mobile Gaming Awards.
Metal Gear Solid Mobile został później wydany przez Nokię na platformie N-Gage. Nowa wersja zawierała oryginalną zawartość, grafikę 3D, system kamuflażu oraz dodatkowe sterowanie przygotowane dla urządzeń mobilnych N-Gage. Ta wersja gry została wydana 11 grudnia 2008 roku.

## Fabuła
Akcja gry rozgrywa się pomiędzy Metal Gear Solid i Metal Gear Solid 2: Sons of Liberty. Po tym, jak Revolver Ocelot ujawnił światu informacje techniczne Metal Gear REXA, Solid Snake i Otacon zakładają Philanthropy, organizację mającą na celu eliminację wszystkich Metal Gearów. Otacon szybko otrzymuje pierwszą wskazówkę dotyczącą rozwoju nowego mecha. Programistka SI, dr. Victoria Reed, zgodziła się ujawnić nowe szczegóły dotyczące Metal Geara w zamian za pomoc ucieczce.
W połowie misji okazało się, że zadanie odbywało się w wirtualnej rzeczywistości. Snake dowiedział się, że Otacon, z którym rozmawiał, był częścią ogromnej symulacji komputerowej. Następnie Otacon z realnego świata włamał się do symulacji i pomógł Snake'owi wydostać się z niej. Kolejnie Snake stoczył walkę z „The Commanderem” na szczycie wirtualnego Metal Gear Rexa. Po pokonaniu go, Snake obudził wśród bezimiennych głosów. Mówiły, że chociaż Snake okazał się przydatny, nie dostarczył im danych bitewnych, których potrzebowali do Projektu, i poinstruowali kogoś, aby usunął wszystkie wspomnienia symulacji oraz zwrócił go z powrotem tam, skąd go porwali. Jeden głos oznajmił, że znaleziono już drugi obiekt testowy. Następnie inny głos przemówił: „Zobaczmy, czy Jack poradzi sobie lepiej ”.